# بيلي بورتر
بيلي بورتر (بالإنجليزية: Billy Porter)‏ (1 يوليو 1905 في المملكة المتحدة - 28 أبريل 1946 بمانشستر في المملكة المتحدة) هو لاعب كرة قدم بريطاني (وحمل سابقاً جنسية المملكة المتحدة لبريطانيا العظمى وأيرلندا) في مركز الدفاع. لعب مع أولدهام أثلتيك ومانشستر يونايتد.